# Olanda (regiune)

Olanda în Țările de Jos

Olanda (limba neerlandeză Holland, din germana de jos Holtland, în traducere „Țara Lemnului”, cf. Holzland) este o regiune în partea central-vestică a Țărilor de Jos. 
Inițial Olanda a fost un comitat în Imperiul Romano-German, condus de conții de Olanda și mai târziu, de conducătorii Republicii celor Șapte Provincii Unite ale Țărilor de Jos (Republiek der Zeven Verenigde Nederlanden, 1581–1795).

Stema regiunii istorice Olanda

Teritoriul Olandei este împărțit astăzi în două provincii ale Țărilor de Jos: Olanda de Nord (Noord-Holland) și Olanda de Sud (Zuid-Holland) care au fost create în 1840.

### Comitatul de Olanda
Olanda apare ca și comitat (Graafschap Holland, 1076–1581) în Sfântul Imperiu Roman, în secolul al IX-lea. Conții de Olanda erau și conți de Hainaut, Flandra și Zeelanda. În 1581 Olanda a făcut parte din Cele Șaptesprezece Provincii sub guvernarea ramurii spaniole a Casei de Habsburg.